# Sân bay quốc tế Chuuk
Sân bay quốc tế Chuuk (IATA: TKK, ICAO: PTKK) là sân bay nằm trên đảo Weno (trước đây là Moen), hòn đảo chính của bang Chuuk (trước đây là Truk) thuộc Liên bang Micronesia.

## Hãng hàng không và điểm đến
Giống như nhiều đảo trong khu vực, dịch vụ hàng không thương mại khá hạn chế.
Trong nhiều năm, dịch vụ duy nhất là chuyến bay Island Hopper ba chuyến một tuần giữa Guam và Honolulu do United Airlines khai thác, (trước đây là Continental Micronesia), cộng thêm một chuyến bay hàng tuần giữa Guam và Pohnpei. Vào tháng 6 năm 2015, Nauru Airlines tiếp tục một dịch vụ một lần một tuần.

## Tai nạn và sự cố
Ngày 28/9/2018, Chuyến bay 73 của Air Niugini bằng máy bay Boeing 737-800 của hãng hàng không quốc gia Papua New Guinea gặp sự cố trong lúc hạ cánh và rơi xuống biển, 47 người trên chiếc máy bay đã được giải cứu an toàn.